# 정효공주묘
정효공주묘(貞孝公主墓)는 지린성 옌볜 조선족 자치주 허룽시 룽터우 산 고분군 가운데 하나로, 793년에 만들어진 발해 초기 고분이다. 발해의 제3대 왕인 문왕의 넷째 딸 정효공주의 유해를 안치하고 있다.

## 무덤
1980년과 이듬해에 발굴되었는데, 무덤은 벽돌과 판돌을 이용하여 남쪽으로 향하도록 쌓았고, 무덤길(墓道)·무덤문(墓門)·널길(羨道)·널방(玄室)·탑(塔)의 다섯 부분으로 구성되어 있다. 남쪽에 설치된 무덤길은 수평거리가 7.1m로서, 무덤으로 들어갈수록 좁아지는 나팔모양의 계단으로 되어 있고, 2차례에 걸쳐 수축되었다. 벽돌을 쌓아 막아놓은 무덤길을 지나면 길이 1.9m의 널길에 이르는데, 중간에 판돌문과 나무문을 각각 만들었다. 문 안쪽에는 정효공주 묘지가 세워져 있다. 무덤에서는 정효공주와 그 부군의 인골이 발견됐는데, 유골 조사 결과 정효공주의 키는 156cm, 부군의 키는 161cm이고, 나이는 치아로 보아 25~45세 사이로 추정된다.

## 무덤양식
무덤 양식으로 보건대, 벽돌로 쌓는 당나라 양식과 돌로 공간을 줄여 나아가면서 천장을 쌓는 고구려 양식이 결합되어 있다. 또 무덤 위에 탑을 쌓는 방식은 발해의 독특한 양식으로 무덤 위에 건물을 짓던 풍습이 불교와 습합되어 등장한 것으로 보인다. 무덤 앞에는 무덤을 관리하던 건물이 서 있었고, 산 아래에는 무덤에 딸린 사원도 있다.

## 묘실
1980년 10월에 발굴된 묘실은 푸른 벽돌로 덮여 있다. 묘실 안에는 높이 1.05미터에 0.58미터x0.26미터 크기의 묘비가 있어 728자의 묘지(墓誌)가 18행에 걸쳐 새겨져 있다.

### 벽화
묘실은 각각 4개의 벽으로 둘러싸여 있고, 병사들과 하인, 악사, 하녀들이 붉은색, 푸른색, 노란색, 보라색, 갈색의 옷을 입고 있는 그림이 그려져 있다. 정효공주묘의 그림은 당나라의 영향을 받은 것으로 보인다. 널방의 동·서·북쪽 벽과 널길의 동·서쪽 벽에 그려진 벽화는 처음으로 발해인의 모습을 보여주었다. 모두 12명인 인물상은 무사(武士), 시위(侍衛), 내시(內侍), 악사 등으로 구성되어 있지만, 주인공은 그려져 있지 않다. 인물은 대체로 뺨이 둥글고 얼굴이 통통한 당나라 화풍을 보여주고 있다.
참고로 무덤 벽에 그려져 있는 벽화의 인물들은 모두 여성이다.

## 공주와 신하들
묘비명에는 문왕의 넷째 딸인 정효공주에 대한 설명이 있다. 정효공주는 정혜공주(貞惠)의 동생이기도 하다. 793년 공주가 삶을 마감하자 겨울에 매장하였다.

## 묘지문
묘지문은 전형적인 변려체(騈儷體) 문장으로서, 12행의 서문(序文)과 5행의 명문(銘文)으로 구성되어 있다. 전체 문장이 정혜공주(貞惠公主)의 것과 거의 같다. 정혜공주 묘지와 함께 발해인이 남긴 진귀한 사료로 주목되었다. 특히 발해의 국가 기틀이 확립되던 문왕(文王)시대의 정황을 이해하는 데에 귀중한 자료이다. 문왕의 넷째 딸로 정효공주(貞孝公主)가 있었다는 새로운 사실이 확인되었을 뿐 아니라, 문왕의 존호(尊號)가 ‘대흥보력효감금륜성법대왕(大興寶曆孝感金輪聖法大王)’이었으며, 그가 대흥(大興)이란 연호를 사용하다가 도중에 보력(寶曆)으로 개원하였고, 다시 말년에 대흥으로 복귀하였다는 사실도 확인되었다. 그리고 문왕에 대해서 황상(皇上)이란 칭호를 사용하였던 사실은 그가 당시에 황제적 지위를 누리고 있었음을 보여주는 것으로, 중국측에서 발해가 당나라의 지방정권에 속한다는 논리를 정면으로 부인하는 근거를 제공해 주었다.

## 다른 건축물
다른 묘실보다 위에 직사각형의 탑이 있으나, 그 기단부만이 남아 있다.

## 같이 보기
- 정효공주
- 정효공주묘비
- 정혜공주
- 정혜공주묘
- 정혜공주묘비

## 현재 상태
현재 정효공주묘의 상태는 중화인민공화국 정부의 무관심으로 :maI=1639680&cid=43065&category6문녹슨 자물쇠로 채워있고, 안내 비석의 글씨는 겨우 알아 볼 정도로 뭉개져 있다.

## 참고 자료
- 정효공주묘 두산백과
- 정효공주묘비 두산백과
- https://terms.naver.com/entry.nhn?docId=1639680&cid=43065&categoryId=43065[네이버[깨진 링크(과거 내용 찾기)] 지식백과] 정효공주묘 [和龍 貞孝公主墓] (고고학사전, 2001. 12., 국립문화재연구소)

1. ↑  출처 - 동북아역사재단, 발해 역사와 문화(서울: 동북아역사재단, 2007), pp.305~306.[깨진 링크(과거 내용 찾기)]